# Öppna Skolplattformen
Öppna Skolplattformen és una iniciativa ciutadana sueca per crear una aplicació per accedir a les dades del sistema escolar oficial de l'Ajuntament d'Estocolm. El rerefons fou l'any 2013 quan la ciutat d'Estocolm ideà i desenvolupà Skolplattformen, un sistema escolar oficial, però aquest sistema resultà ser molt car i venia amb una aplicació d'usuari que els pares es queixaren per la seva complexitat. L'aplicació oficial de Skolplattformen acabà endarrerint la seva publicació fins a l'any 2018, després d'haver arribat a consumir fins a 105 milions d'euros de l'erari públic en el desenvolupament (finalment s'hi gastarien més de 117 milions de dòlars), quedant clara que l'aplicació oficial proposada era tremendament complexa, costosa de mantenir i amb menús infinits per moure's entre 18 mòduls gestionats per fins a 5 empreses externes diferents. Nefasta implantació que arribà a tenir fins i tot una puntuació de l'1,2 a Google Play Store.
Com a resultat d'això, el novembre de 2020 alguns pares liderats per Christian Landren (programar i CEO de la consultora Iteam) crearen una versió de codi obert de l'aplicació mitjançant l'API de la plataforma de l'escola que posarien a disposició de tothom a les botigues d'aplicacions d'iPhone i Android. El 12 de febrer de 2021, l'aplicació es va publicar oficialment i tot el seu codi es publicà sota una llicència de codi obert a GitHub. La nova aplicació permetia consultar notes, horaris, menús dels menjadors, notificar absències, etcètera, tot el funcionament bàsic que requerien els pares dels alumnes.
L'ajuntament d’Estocolm, però reaccionà negativament i inicià una campanya contra la nova aplicació, posant-se en contacte amb els pares perquè deixessin d'usar l'aplicació alternativa, al·legant que estaven accedint il·legalment a dades personals. A més canviaren el codi de l'aplicació oficial per tal que l'aplicació alternativa no pogués fer ús de l'API oficial. Llavors Landgren intentà iniciar reunions amb el consistori per arribar a un acord, però rebé com a resposta una notificació de la policia dient-li que hauria comès una violació de dades criminal, tot i que la seva aplicació només mostrava informació pública i oberta, però, així i tot, se li obrí una investigació per delictes cibernètics. S'encarregà una auditoria externa a una consultora de seguretat que l'ajuntament no arribà a publicar, tot i que Öppna Skolplattformen hagué fins i tot d'impugnar davant dels tribunals la no divulgació del document sobre tal consultoria emparant-se en les fortes lleis de transparència de Suècia. Seguí a tot això un estira-i-arronsa d'actualitzacions entre les dues aplicacions l’oficial i l'alternativa, amb l'oficial impedint a cada actualització que l'alternativa pogués accedir a l'API.
Malgrat les amenaces, l'equip de desenvolupadors d'Öppna Skolplattformen pujà fins als 40 membres, que solvataren errors, desenvoluparen funcions de cerca, i traduïren l'aplicació a diversos idiomes. I tot i les demandes i persecució, arribaren a notificar a més diversos problemes de seguretat als responsables de l'aplicació oficial. I l'agost de 2021 la policia sueca acabà anunciant que no creien que s'hagués comès cap delicte. Es publicà llavors l'auditoria externa en la qual quedà clar que ja el febrer anterior l'ajuntament d'Estocolm sabia que no s'estava enviant cap informació confidencial a tercers ni representava l'aplicació alternativa cap amenaça pels usuaris. I per descomptat l'agència estatal de protecció de dades no arribà a presentar cap mesura contra l'aplicació d'Öppna Skolplattformen. A inicis de setembre del 2021 l'ajuntament d'Estocolm anunciaria que permetria l'accés a la seva API oficial tant a Öppna Skolplattformen com a qualsevol altra aplicació alternativa, i així l'ajuntament d'Estocolm i Öppna Skolplattformen es posaren en converses per desenvolupar junt amb la ciutat de Göteborg una nova plataforma escoltar en línia.

## Captures de pantalla

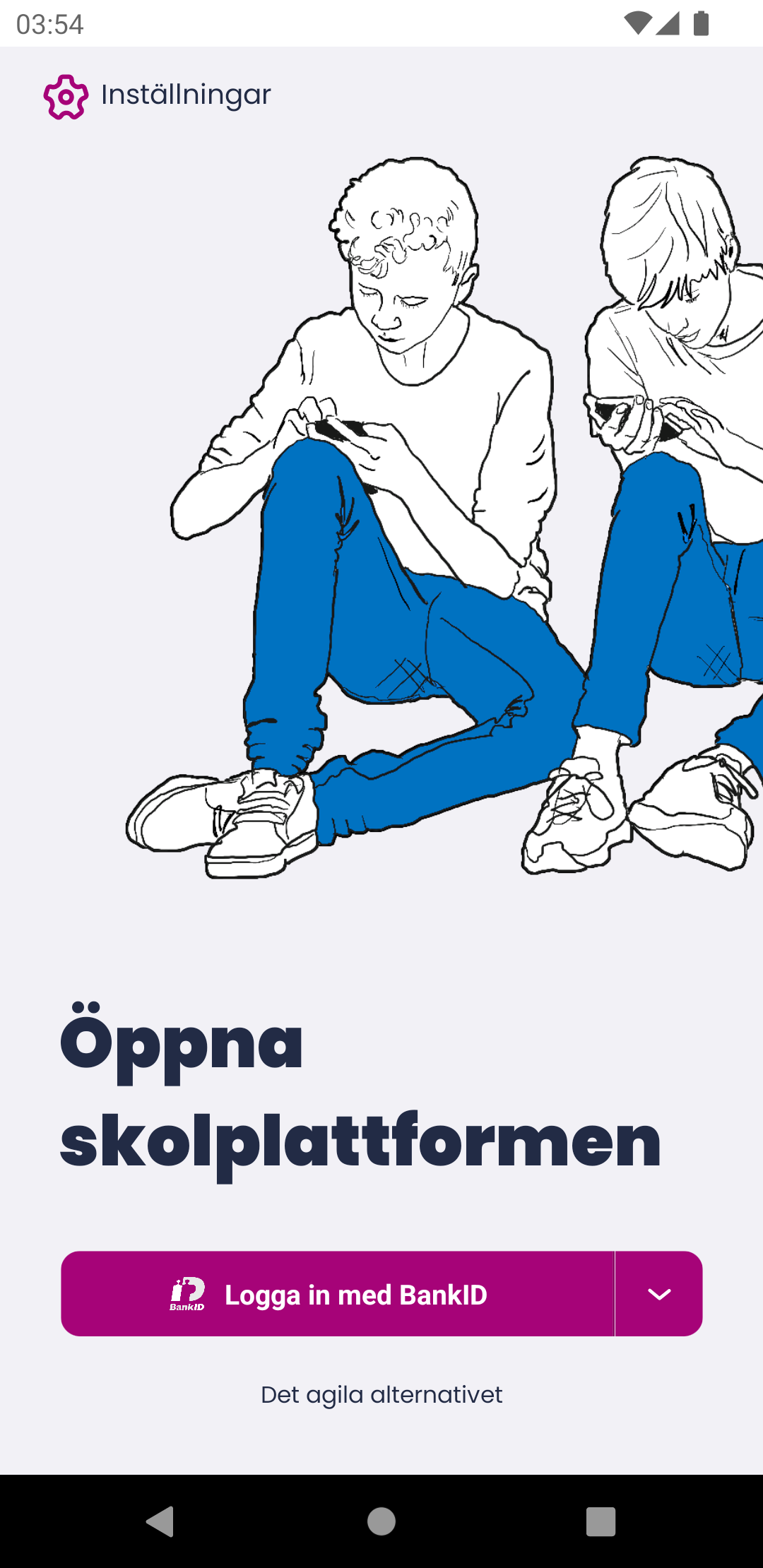
Pàgina d'inici
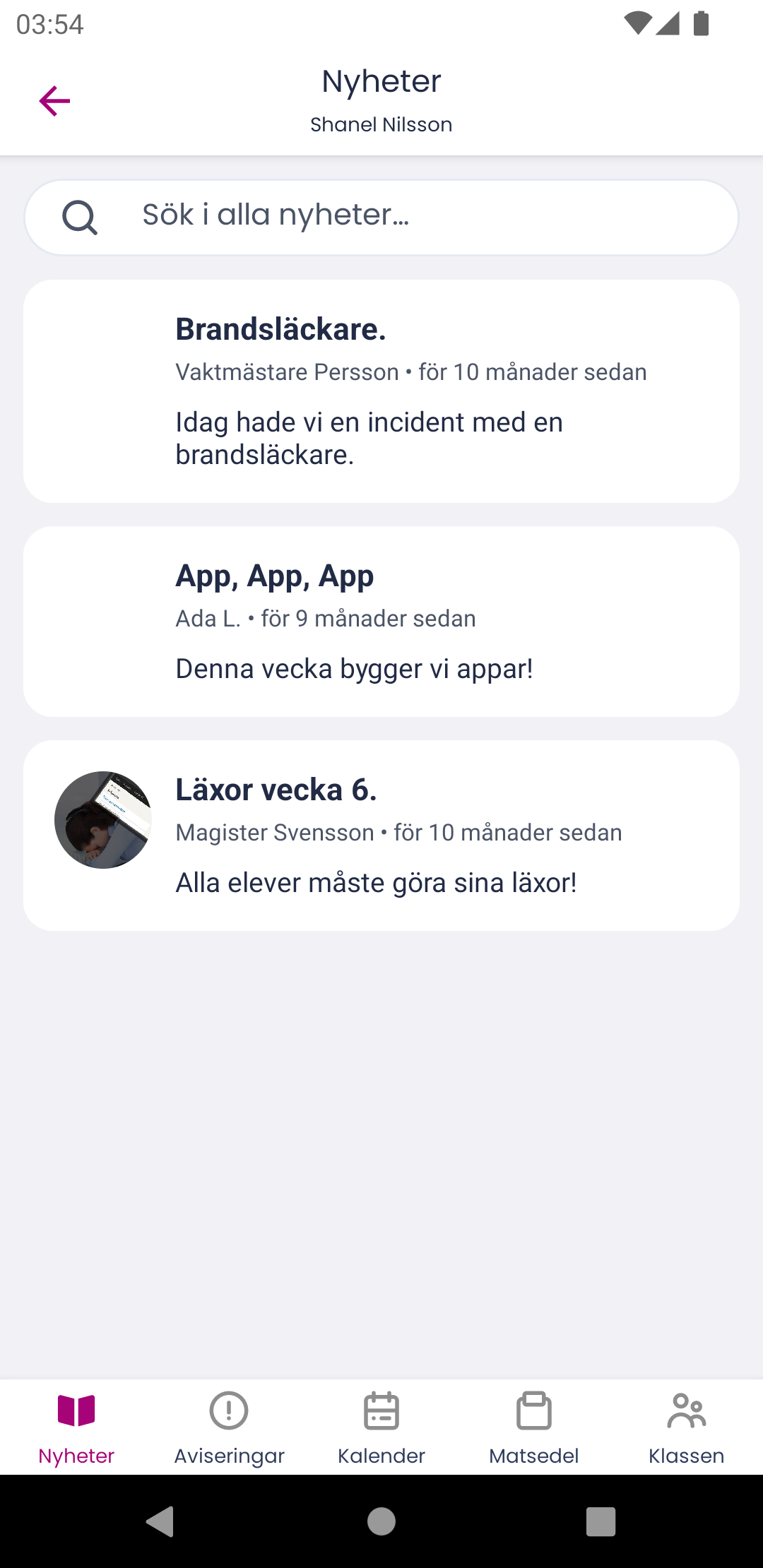
Notícies de l'escola
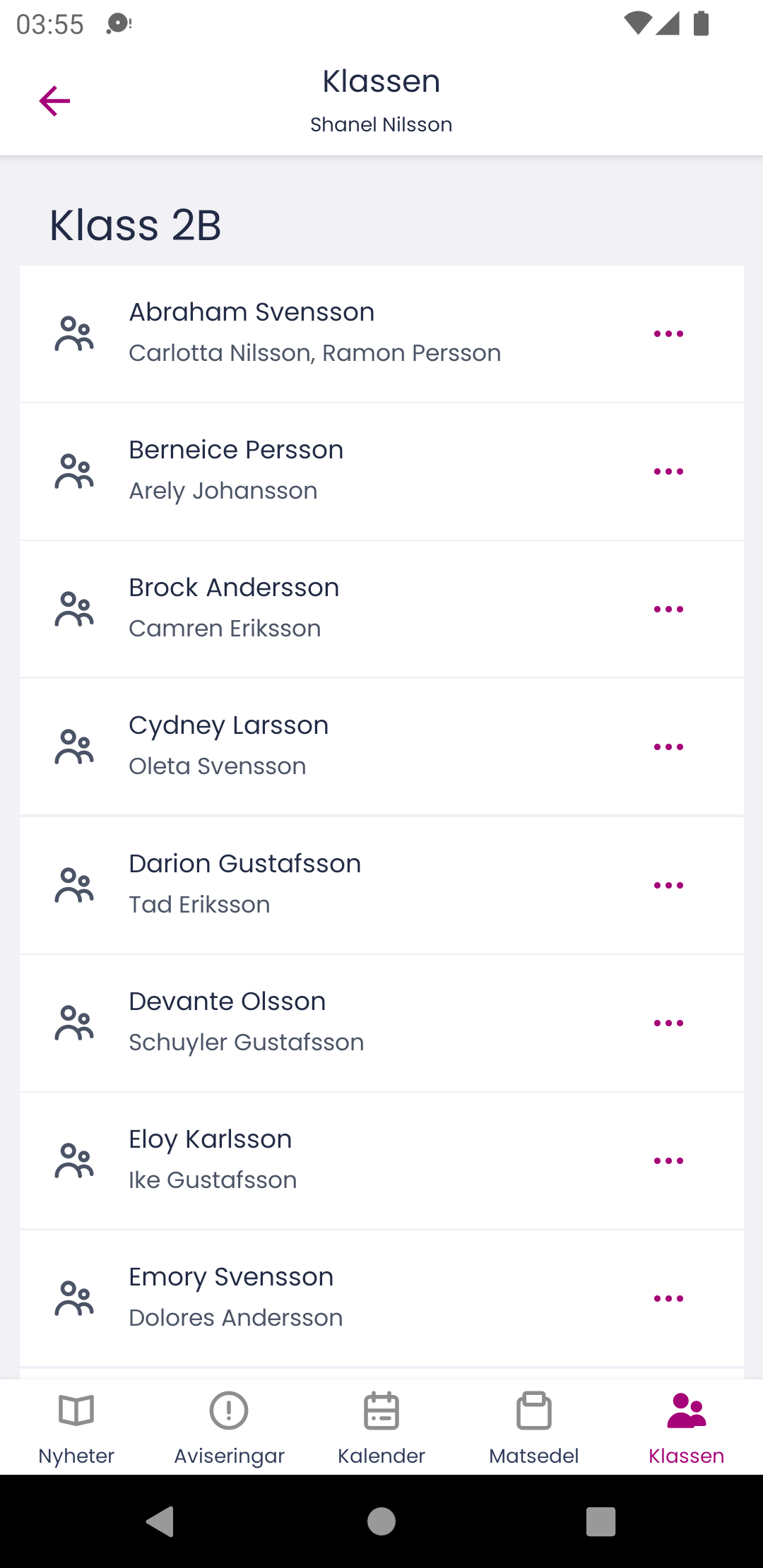
Llista de classes
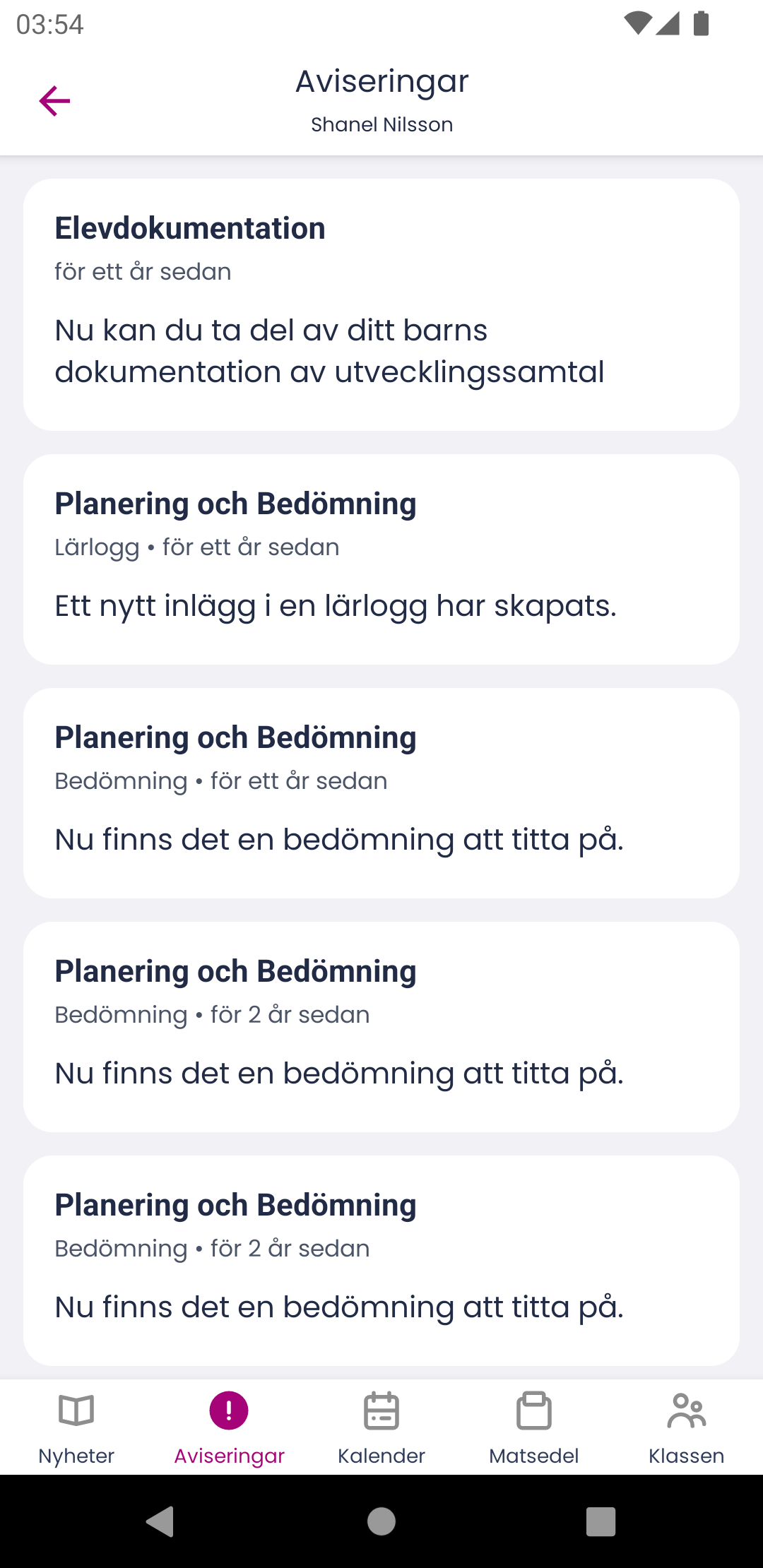
Notificacions
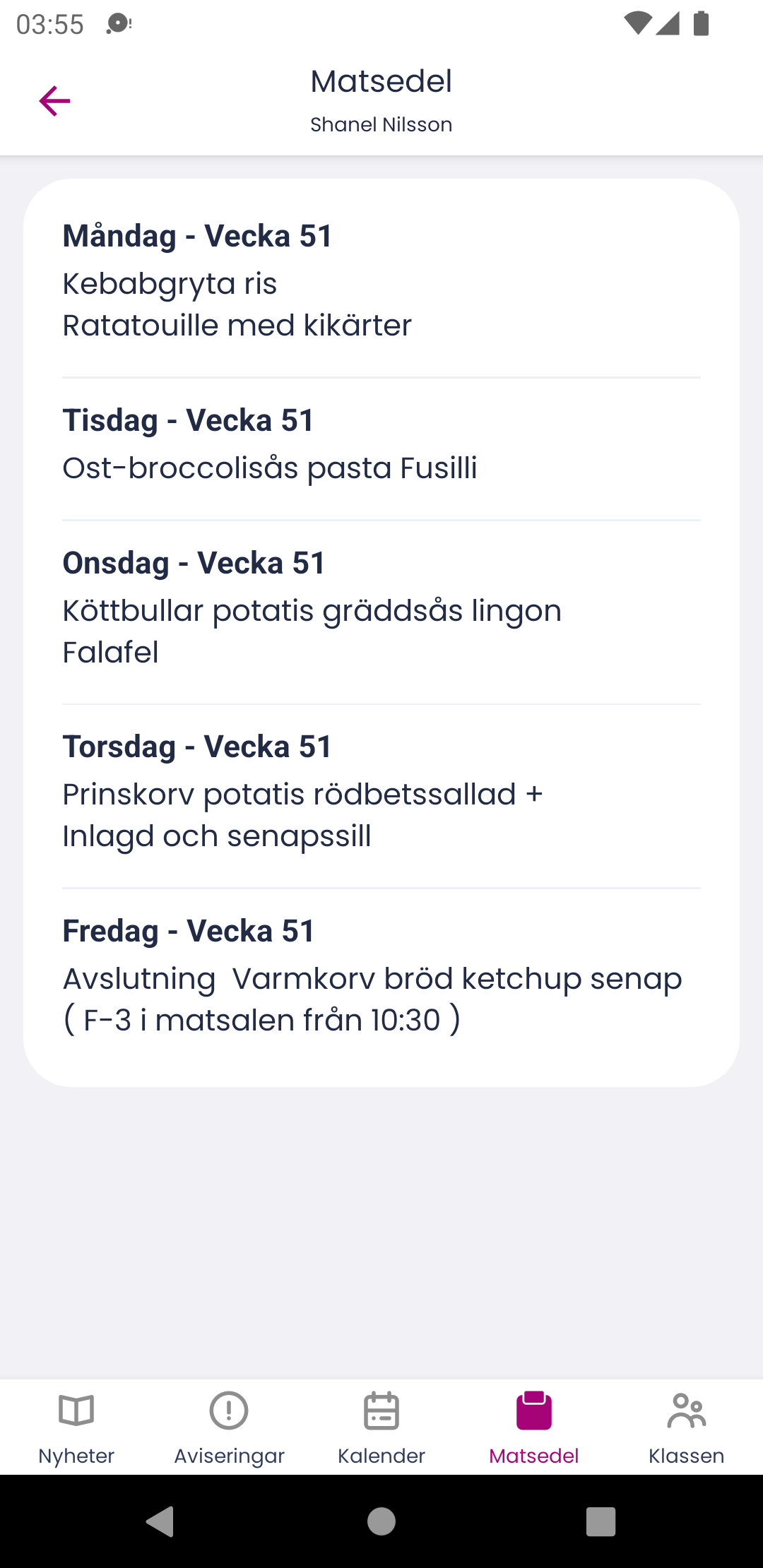
Menjar servit a l'escola
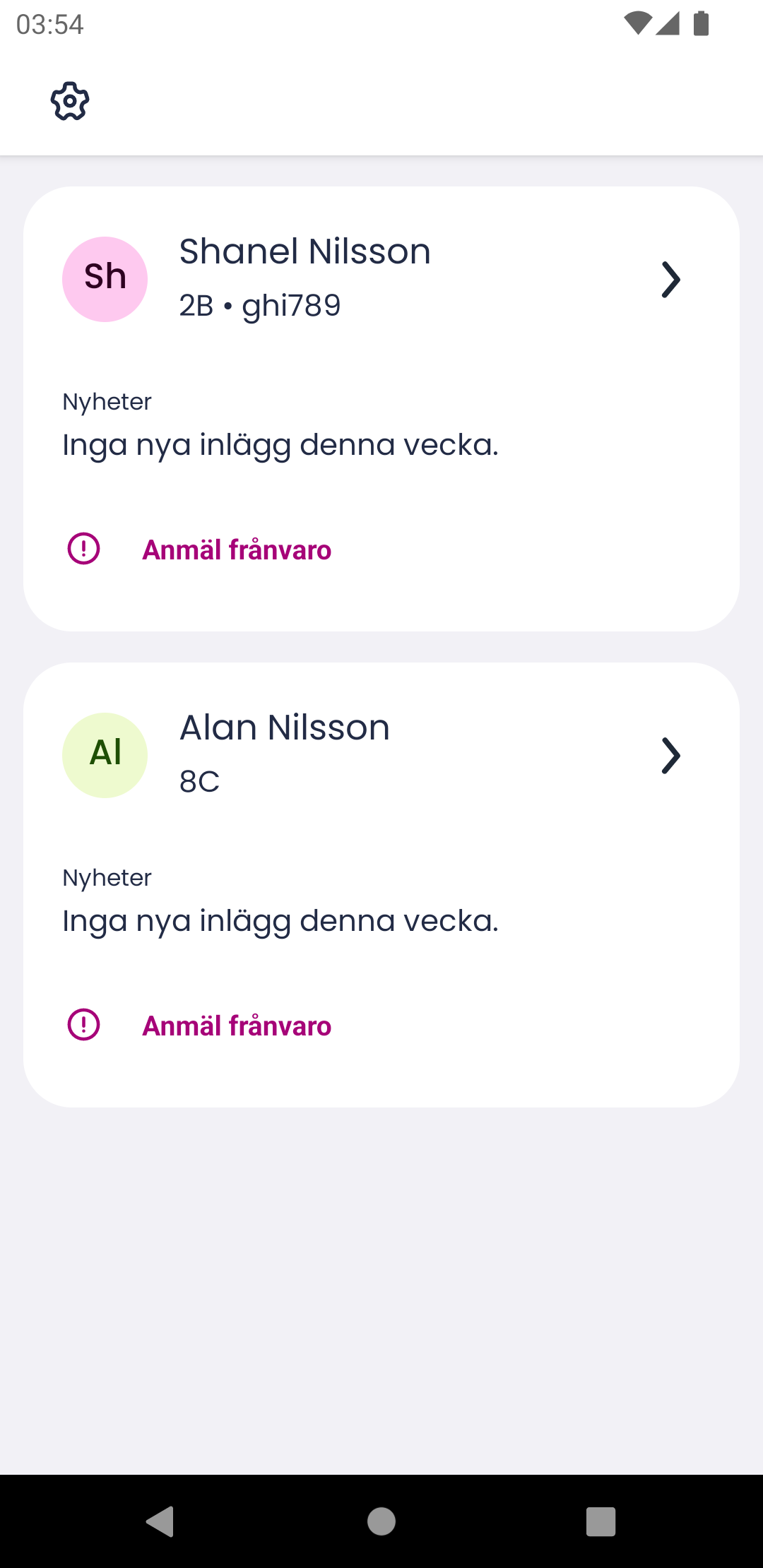
Visió general de les notícies a l'escola
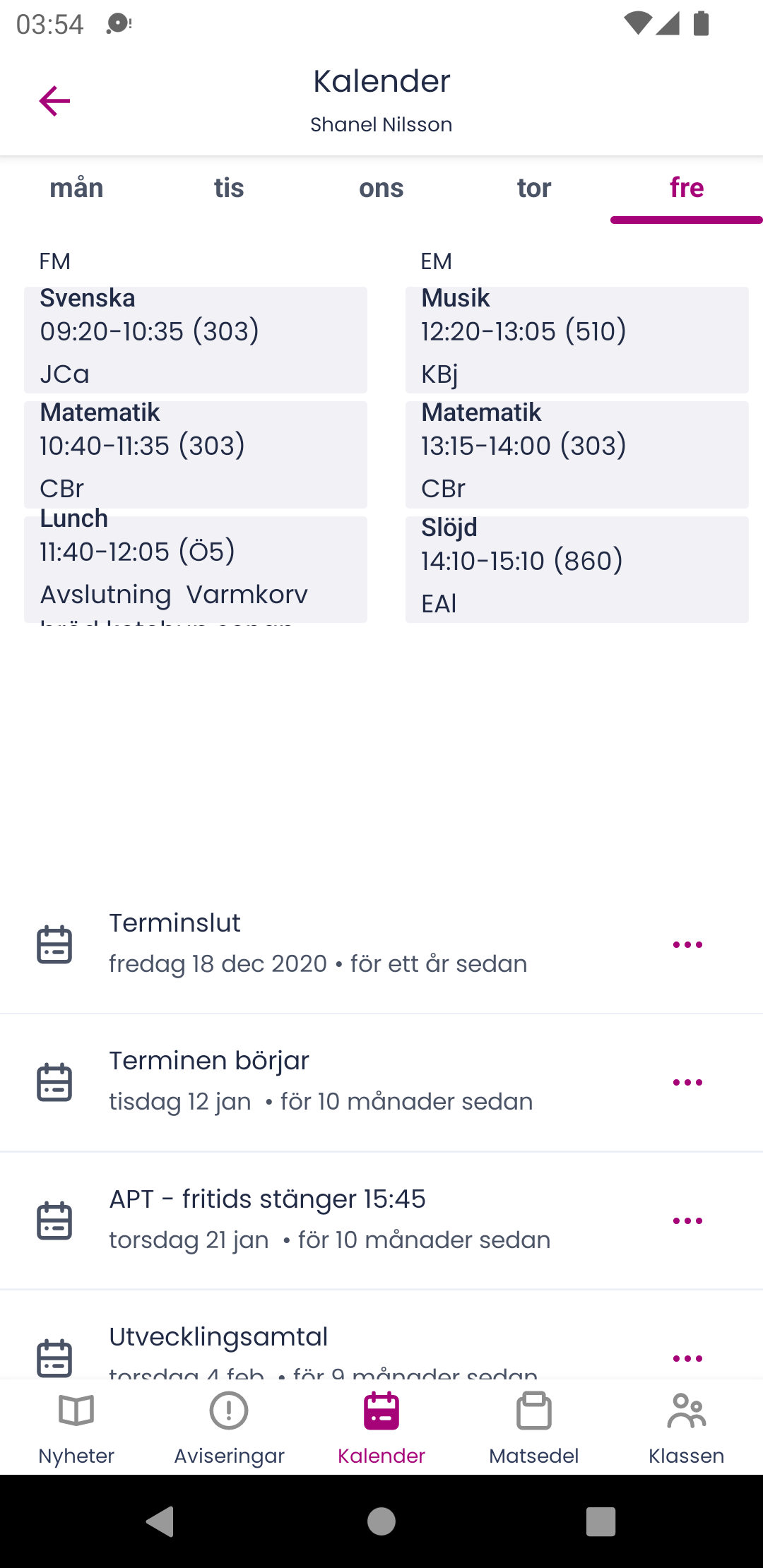
Calendari